# Osvaldo Toriani
Osvaldo Rubén Toriani (Buenos Aires, 24 luglio 1937 – Buenos Aires, 24 ottobre 1988) è stato un calciatore argentino di ruolo portiere.

## Carriera
Toriani inizia la carriera nel Unión de Mar del Plata, per poi passare nel 1958 al Tigre, club con esordisce nella massima serie argentina nella Primera División 1958, conclusasi con la retrocessione della sua squadra in cadetteria.
Dopo altre due stagioni con il club di Victoria nel 1960 passa all'Independiente. Con i diablos rojo Toriani vinse due campionati argentini, nel 1960 e 1963 e due edizioni della Coppa Libertadores nel 1964, 1965, benché in queste competizioni cedette la titolarità in finale al compagno di squadra Miguel Ángel Santoro. La sua permanenza con i Rojo fu segnata da un infortunio che ne segnò l'impiego. Fu uno dei beniamini del tifo femminile dei diablos rojo.
Terminata l'esperienza con il Rojo, nel 1967 passa al Newell's Old Boys, rimanendovi sino al 1970.
Nel 1971 si trasferisce in Colombia per giocare per due stagioni nell'América de Cali. 
Nell'aprile 1972 si trasferisce presso i canadesi del Toronto Italia, neonata squadra della National Soccer League, vincendo ai play-off per il titolo il campionato 1972.
Nella stagione 1973 ritorna in Colombia per giocare nell'Independiente Medellín.
Nel 1974 viene ingaggiato dagli statunitensi del Miami Toros, franchigia della NASL. Con i Toros giocherà due stagioni, ottenendo come miglior risultato il raggiungimento della finale, giocata da titolare, della North American Soccer League 1974, persa ai rigori contro i L.A. Aztecs.
Ritiratosi dal calcio giocato restò a Miami, lavorando come guida turistica.
Nel 1988 si è suicidato con il gas, spinto a tale gesto dalla forte depressione che lo affliggeva dalla morte per annegamento del figlio, evento che lo aveva già indotto a separarsi dalla moglie.

## Palmarès

### Competizioni nazionali
- Campionato argentino: 2

Independiente: 1960 e 1963
- National Soccer League: 1

Toronto Italia: 1972

### Competizioni internazionali
- Coppa Libertadores: 2

Independiente: 1964, 1965